# Roman Orieszczuk
Roman Giennadjewicz Orieszczuk, ros. Роман Геннадьевич Орещук (ur. 2 września 1975 w Noworosyjsku) – rosyjski piłkarz, grający na pozycji napastnika.

## Sukcesy
- 1996/1997 Puchar Polski (Legia Warszawa)